# Château de Göksholm
Le château de Göksholm (Göksholms slott en suédois) est un château médiéval de Suède, situé sur la rive sud du lac Hjälmaren, dans la commune d’Örebro.
Engelbrekt Engelbrektsson (né vers 1390), alors chef du gouvernement (rikshövitsman), a été assassiné en 1436 sur ces terres par Måns Bengtsson, fils et héritier du propriétaire du château.

## Histoire
Au Moyen Âge, Göksholm était juste un petit château fortifiée avec une grande tour. Les plus anciennes parties conservées datent du XIIIe siècle. Au Moyen Âge, six agrandissements successifs ont eu lieu.
Après un important incendie à la fin du XVIe siècle, l’édifice est largement remanié : il conserve sa structure médiévale, mais s’orne en style Renaissance, avec un plan plus régulier et de nombreux percements. Un plafond à caissons de cette époque reste en un état remarquable.
Au XVIIe siècle, les barons Knut Kurck et Fleming, propriétaires du château, décorent son extérieur de motifs circulaires. En 1801, Lars Gustaf Tersmeden (sv) fait rénover les plafonds ; c’est la dernière évolution des structures. Dans les années 1950, certaines façades sont retouchées.

## Propriétaires
Le château de Göksholm a toujours été une propriété privée. Il a été construit comme une forteresse médiévale, pour défendre la famille qui le possédait, comme de nombreux autres châteaux médiévaux en Europe.

### Sources anciennes
Une liste d’anciens propriétaires du château se disant complète sur la période 1320–1676 a été écrite en 1801 d’après une frise chronologique peinte de 1676 aujourd’hui disparue. Elle est cependant en partie fausse, créée par extrapolation : Bengt Stensson est le premier propriétaire du château de la famille Natt och Dag. Le château est venu en sa possession par son mariage d’avec Christina Magnusdotter (Magnus Marine's kin). Cela permet de reconstituer les premiers propriétaires. Une hypothèse veut que la première propriétaire attestée, Ingeborg Ulfsdotter (famille Ulv ; mentionnée en 1296, décedée avant 1307), ait possédé une ferme à cet emplacement, cadeau de son premier mari, Knut Matsson (sv).
| Propriétaires probables | Informations selon la liste                                                         |
| --- | ----------------------------------------------------------------------------------- |
| - Ingeborg Ulfsdotter (Ulv) - Birgitta Knutsdotter (Lejonbjälke) - Katarina Magnusdotter (épouse de Bengt Bossons) - Margareta Lidinvardsdotter (épouse de Lidinvard Haraldssons) - Kristina Magnusdotter (épouse de Magnus Marinasons) | - Bo Nilsson (Natt och Dag) - Bo Bosson (Natt och Dag) - Sten Bosson (Natt och Dag) |

| Version commune |
| --- |
| - Bengt Stensson (Natt och Dag) - Magnus Bengtsson (Natt och Dag) - Johan Månsson (Natt och Dag) - Åke Johansson (Natt och Dag) - Johan Åkesson (Natt och Dag) - Axel Johansson (Natt och Dag) - Åke Axelsson (Natt och Dag) - Barbro Åkesdotter (Natt och Dag) |

### Période récente
Après la mort en 1680 de Barbro Åkesdotter Natt och Dag (épouse de Klas Bjelkenstierna puis de Knut Kurck), le château hérite à sa petite-fille.
- 1680-1703: Charlotta Bielkenstierna, épouse du baron Johan Kasimir Fleming af Liebelitz
- 1703-1747: baron Axel Johan Fleming af Liebelitz
- 1747-1754: baron Carl Sparre (1676-1754), major general
- 1754-1794 (?): baronne Beata Sparre (1734-1787), épouse du comte Adam Otto Lagerberg (1723-1798), gouverneur du comté de Skaraborg
- 1794 (?)-1799: comte Karl Lagerberg, capitaine
- 1799-1817: Lars Gustaf Tersmeden, capitaine
- 1817-1822 (?): baron Gotthard Mauritz von Rehausen, ambassadeur à Londres
- 1822 (?)- 1852: baron Johan Gotthard von Rehausen, ambassadeur à Londres
- 1852-1890: Malvina Harriet von Rehausen, veuve du baron Samuel Abraham Leijonhufvud, président
- 1890-1914: baronne Emma Leijonhufvud, épouse de Gustaf Nyrén
- 1914-1999 (?) : baron Tage Leijonhufvud, officier de cavalerie
- 1999 (?) - : baron Erik Leijonhufvud